# Pelecopsis pavida
Pelecopsis pavida är en spindelart som först beskrevs av O. Pickard-Cambridge 1872.  Pelecopsis pavida ingår i släktet Pelecopsis och familjen täckvävarspindlar.
Artens utbredningsområde är Israel. Inga underarter finns listade i Catalogue of Life.